# Любовь (фильм, 1948)
«Любовь» (итал. L’Amore) — кинофильм режиссёра Роберто Росселлини, вышедший на экраны в 1948 году. Лента принимала участие в конкурсной программе Венецианского кинофестиваля и получила премию Нью-Йоркского общества кинокритиков за лучший зарубежный фильм, а исполнительница главной роли Анна Маньяни была удостоена премии «Серебряная лента» за лучшую женскую роль.

## Сюжет
Фильм состоит из двух не связанных друг с другом частей. В первой части, «Человеческий голос» (итал. Una voce umana), основанной на одноимённой пьесе Жана Кокто (фр. La Voix humaine), в кадре присутствует лишь Анна Маньяни. Её героиня — женщина на грани нервного срыва, ждущая звонка от своего возлюбленного. Когда он, наконец, звонит, из разговора становится понятно, что он ушёл к другой. Несмотря на то, что героиня обещает быть сильной, постепенно эмоции берут верх; она даже рассказывает любимому, что на днях пыталась покончить с собой.
Вторая часть, «Чудо» (итал. Il miracolo), рассказывает о полубезумной пастушке Наннине в исполнении Анны Маньяни. Она признаёт святого Иосифа в случайном путнике (его играет Федерико Феллини), который угощает её вином. Спустя некоторое время становится известно, что она беременна. Наннина воспринимает ребёнка в качестве божественного дара, однако народ в городке не слишком-то верит в то, что отцом является сам святой Иосиф, и периодически издевается над пастушкой. Обидевшись на всех, женщина уходит в горы, где в заброшенном монастыре и производит младенца на свет.